# Secretos del corazón
Secretos del corazón (Brasil: Segredos do Coração ) é um filme espanhol do gênero drama em coprodução com França e Portugal lançado em 1997, escrito e dirigido por Montxo Armendariz, indicado ao Oscar e ganhando quatro prêmios Goya. Foi filmado em grande parte, na aldeia de Ochagavía Navarro.
O filme foi transmitido na televisão aberta brasileira no ciclo "Soy Loco Por Ti Cinema", pela TV pública, a TV Brasil.

## Sinopse
Durante as férias, Javi e seu irmão John passeiam na montanha. Lá, Javi é atraído por esconder-se em um quarto secreto na casa, o que sempre permanece fechado: a sala onde seu pai foi encontrado morto. Juan diz a ele que naquela sala você pode ouvir a voz de seu pai, porque os mortos gritam para se livrar dos segredos. Intrigado com o mundo enigmático, Javi continuar investigando os mistérios ocultos. Sua pesquisa irá ajudá-lo a descobrir e compreender o mundo dos adultos e suas mentiras.

## Elenco
- Carmelo Gómez (Tío)
- Andoni Erburu (Javi)
- Charo López (María)
- Sílvia Munt (Madre)
- Vicky Peña (Rosa)
- Álvaro Nagore (Juan)
- Íñigo Garcés (Carlos)
- Joan Vallès (Abuelo)
- Joan Dalmau (Benito)
- Chete Lera (Ricardo)

## Recepção
Derek Adams, da Time Out anexou uma avaliação neutra: "O retrato de vidas, em parte, definidos pela repressão e superstição é sensível, a recriação dos rituais da vida basco rural são fascinantes, e as caracterizações principalmente, sutilmente detalhadas. Ao contrário de filmes comparáveis como Cría cuervos, no entanto, este nunca se afasta do jovem protagonista curioso para nos dizer muito sobre as realidades políticas mais amplas do período." 
Da Variety, David Stratton publicou uma avalição positiva dizendo: "O filme de Armendariz mais ambicioso até à data, "Secrets of the Heart" investiga com graça e inteligência, para o maravilhoso mundo temeroso das crianças. Com performances memoráveis dos jovens envolvidos, esta produção considerável, situado nas Províncias da Espanha no início dos anos 60, consegue envolver o espectador adulto na vida de seus jovens heróis numa altura em que, na Espanha Franquista, não havia muito para estar preocupado com o que ocorre ao redor."

## Trilha Sonora
- "Muchacha bonita" - Interpretada por Enrique Guzmán (Escrita por José Solá (como José Solá Sánchez))
- "Lord You Made the Night Too Long" - Interpretada por Louis Armstrong (Escrita por Sam Lewis, Victor Young)
- "Amar y vivir" - Interpretada por Antonio Machín (Escrita por Consuelo Velázquez)
- "Garbancito" (Escrita por Felipe Alcántara)
- "Dame Felicidad (Free Me)"
- "Vamonos" (Escrita por José Alfredo Jiménez)